# Naga (narod)
Naga je grupa plemena sino-tibetske skupine, nastanjena u području Nagalanda u Indiji i Mjanmaju. Podijeljeni su na 14 glavnih plemena (32 ukupno): Angami, Ao, Chakhesang (Istočni Angami; Eastern Angamis), Chang, Khemungan, Konyak, Lhota, Phom, Pochury, Rengma, Sangtam, Sema, Yimchunger i Zeliang. -Svako od ovih plemena govori vlastitim jezikom koji su obuhvaćeni u tri skupine: Zapadnu: Angami, Sema, Rengma i Chakhesang; Središnju (Ao, Lotha i Phom);  i ostali u Istočnu (Chang, Konyak, etc.)

## Etnografija
Ženski posao
Nage su podijeljeni po egzogamnim klanovima, što znači da je ženidba unutar njega zabranjena. Ženidbeni običaji različiti su od plemena do plemena. Žene su im izvrgnute teškim poslovima uključujući nošenje vode, sječenje drva, kuhanje hrane, spremanje piva, rad u polju i izrada odjeće. 
Hrana
Glavna hrana Naga, tipično je za ovaj kraj Azije, je riža, koja je uzima uz meso (govedina, svinjetina, piletina) ili povrće. Uz ovu hranu Nage u prehrani koriste i šumsko govedo Bos frontalis (poznato kao mithun), pse, mačke, pauke, ptice, ribu i rakove. Slonovsko meso kod njih važi kao posebna delicija. Meso Nage znaju sušiti i dimiti da im bude dostupno na duži period. Hrana se uglavnom jede kuhana, a meso i povrće kuhaju se zajedno. Glavni o piće je rižino pivo, poznaju ih 3 vrste zutho, ruhi i dzutse, i uzimaju se u bilo koje doba i od svih uzrasta. 
Organizacija i običaji
Seoska oraganizacija razlikuje se također od sela do sela. Kod Angami, Lotha, Rengma i Ao vlada demokratski sistem. –Kod Sema-Naga pak postoji sistem nasljednog seoskog poglavice. On je gospodar, a svi ostali su 'mighimis' (Sing. mighimi; 'zavisnici',  dependants) o njemu. Mighimi poglavici daju zemlju, financijski ga pomažu, rade za njega, bore se za njega, i pokoravaju mu se u svim poslovima koje se tiću seoske administracije. Svaki mighimi dužan je za poglavicu raditi 12 dana na godinu u njegovom polju. I na kraju uvreda je napustiti selo a ne dobiti (čitaj otići po) poglavičin blagoslov. -Koga Changa situacija je slična kao u Sema, ali kod njih poglavica nema monopola na zemlju, ni toliko moći kao njegov Sema-rođak. Kod plemena Ao, zajednicu predvodi vijeće-staraca (tatars), svako je selo malena-republika, potpuno demokratska. Kod Konyak Naga poglavice ( 'Ahngs' ) čine sakrosanktna tijela, oni nose posebnu odjeću bogato ornamentiranu, daje im se veliki respekt i smatra svetima.
Ratarstvo i ratarski obredi
Ratari Nage uzgajivači su riže, prosa, Kukuruza i taroa na terasastim poljima. Za plodnost žetve prinosile su se ljudske žrtve. Kod plemena Lhota Naga bilo je uobičajeno da se u polja stavljaj nabodena na kolac glave, šake i stopala ljudi, koji su imali nesreću naletjeli na njih. Prema Sir James George Frazeru isjekli su živog na komade nekog momčića, i razdijelili meso seljacima, da ga stave u hambare i tako spriječe zlu sreću i osiguraju dobar urod. Bilo je sličnih običaja i kod drugih naroda kao što su to Cañari iz Ekvadora, Bagobo s Mindanao otoka, a moguće i kod sjevernoameričkih Pawnee-Indijanaca, koji usput bijahu i ljudožderi, te pasioniranih lovaca na glave, plemena Bontoc iz unutrašnjosti otoka Luzon.
Lov na glave
Nage su postali opće poznati zbog lova na glave, slično kao pleme Wanchos iz Arunachal Pradesha. U ovaj lov na glave, za koje se drži da je nestao prije kojih 50-60 godina, čini se, da je još potajno prisutan. Samo se lovac na glave mogao tetovirati po licu i tijelu, i nositi ogrlicu od brončanih glava, svaku pojedinu -za glavu koju je uhvatio. -Lov na glave usko je povezan uz plodnost polja, jer su samo ove lubanje mogle garantirati uspješnu žetvu, to jest plodnost polja.

## Vanjske poveznice
- Naga  Arhivirana inačica izvorne stranice od 10. listopada 2011. (Wayback Machine)
- Naga tribes demand homeland on India, Myanmar border
- Naga Tribes demonstrate to Demand Homeland  Arhivirana inačica izvorne stranice od 16. siječnja 2006. (Wayback Machine)
- Nagaland, India, Home of Naga Headhunters (Foto galerija)